# Aljoša Asanović
Aljoša Asanović (Split, RFS de Yugoslavia, 14 de diciembre de 1965) es un exfutbolista croata, se desempeñaba como centrocampista. Está considerado uno de los más talentosos jugadores croatas de todos los tiempos y pieza clave de la época dorada del fútbol croata de mediados de los 90.[cita requerida]

## Clubes
| Club             | País       | Año       | Partidos | Goles |
| Hajduk Split     | Yugoslavia | 1984-1990 | 173      | 46    |
| FC Metz          | Francia    | 1990-1991 | 35       | 13    |
| AS Cannes        | Francia    | 1991-1992 | 28       | 7     |
| Montpellier HSC  | Francia    | 1992-1994 | 43       | 10    |
| Hajduk Split     | Croacia    | 1994-1995 | 33       | 8     |
| Real Valladolid  | España     | 1995-1996 | 8        | 1     |
| Derby County FC  | Inglaterra | 1996-1997 | 38       | 5     |
| SSC Napoli       | Italia     | 1997-1998 | 15       | 0     |
| Panathinaikos FC | Grecia     | 1998-2000 | 44       | 9     |
| Austria Viena    | Austria    | 2000-2001 | 0        | 0     |
| Sydney United FC | Australia  | 2001      | 4        | 1     |
| Hajduk Split     | Croacia    | 2002      | 1        | 0     |

- Datos: Q435522
- Multimedia: Aljoša Asanović / Q435522